# Vòng loại Giải vô địch bóng đá thế giới 1994 – Khu vực châu Âu (Bảng 3)
Các trận đấu vòng loại Bảng 3 của khu vực châu Âu (UEFA) trong vòng loại giải vô địch bóng đá thế giới 1994 diễn ra từ tháng 4 năm 1992 đến tháng 11 năm 1993. Các đội thi đấu theo thể thức sân nhà - sân khách với đội đứng nhất và đứng nhì giành 2 trong 12 suất tham dự vòng chung kết giải đấu được phân bổ cho khu vực châu Âu. Bảng 3 bao gồm Albania, Đan Mạch, Latvia, Litva, Bắc Ireland, Cộng hòa Ireland và Tây Ban Nha.
Một trong những điểm nhấn của bảng là có Cộng hòa Ireland và Bắc Ireland nằm cùng bảng ('Xung đột vũ trang tại Bắc Ireland' vẫn đang diễn ra). Cộng hòa Ireland giành quyền vào vòng chung kết giải đấu bằng trận hòa với Bắc Ireland, trong khi trận thắng 1–0 của Tây Ban Nha trước Đan Mạch đồng nghĩa là họ vượt qua vòng loại.

## Bảng xếp hạng
| VT | Đội              | ST | T | H | B | BT | BB | HS  | Đ  | Giành quyền tham dự                                    |     |     |     |     |     |     |     |     |
| -- | ---------------- | -- | - | - | - | -- | -- | --- | -- | ------------------------------------------------------ | --- | --- | --- | --- | --- | --- | --- | --- |
| 1  | Tây Ban Nha      | 12 | 8 | 3 | 1 | 27 | 4  | +23 | 19 | Giành quyền tham dự Giải vô địch bóng đá thế giới 1994 |     | —   | 0–0 | 1–0 | 3–1 | 5–0 | 5–0 | 3–0 |
| 2  | Cộng hòa Ireland | 12 | 7 | 4 | 1 | 19 | 6  | +13 | 18 | Giành quyền tham dự Giải vô địch bóng đá thế giới 1994 |     | 1–3 | —   | 1–1 | 3–0 | 2–0 | 4–0 | 2–0 |
| 3  | Đan Mạch         | 12 | 7 | 4 | 1 | 15 | 2  | +13 | 18 |                                                        |     | 1–0 | 0–0 | —   | 1–0 | 4–0 | 2–0 | 4–0 |
| 4  | Bắc Ireland      | 12 | 5 | 3 | 4 | 14 | 13 | +1  | 13 |                                                        | 0–0 | 1–1 | 0–1 | —   | 2–2 | 2–0 | 3–0 |     |
| 5  | Litva            | 12 | 2 | 3 | 7 | 8  | 21 | −13 | 7  |                                                        | 0–2 | 0–1 | 0–0 | 0–1 | —   | 1–1 | 3–1 |     |
| 6  | Latvia           | 12 | 0 | 5 | 7 | 4  | 21 | −17 | 5  |                                                        | 0–0 | 0–2 | 0–0 | 1–2 | 1–2 | —   | 0–0 |     |
| 7  | Albania          | 12 | 1 | 2 | 9 | 6  | 26 | −20 | 4  |                                                        | 1–5 | 1–2 | 0–1 | 1–2 | 1–0 | 1–1 | —   |     |

### Kết quả
| Tây Ban Nha                         | 3–0      | Albania |
| ----------------------------------- | -------- | ------- |
| Míchel 2', 66' (ph.đ.) · Hierro 87' | Chi tiết |         |

| Bắc Ireland              | 2–2      | Litva                          |
| ------------------------ | -------- | ------------------------------ |
| Wilson 13' · Taggart 16' | Chi tiết | Narbekovas 41' · Fridrikas 48' |

| Cộng hòa Ireland           | 2–0      | Albania |
| -------------------------- | -------- | ------- |
| Aldridge 60' · McGrath 80' | Chi tiết |         |

| Albania   | 1–0      | Litva |
| --------- | -------- | ----- |
| Abazi 77' | Chi tiết |       |

| Latvia      | 1–2      | Litva                        |
| ----------- | -------- | ---------------------------- |
| Linards 15' | Chi tiết | Poderis 66' · Tereškinas 85' |

| Latvia | 0–0      | Đan Mạch |
| ------ | -------- | -------- |
|        | Chi tiết |          |

| Cộng hòa Ireland                            | 4–0      | Latvia |
| ------------------------------------------- | -------- | ------ |
| Sheedy 30' · Aldridge 59', 82' (ph.đ.), 86' | Chi tiết |        |

| Bắc Ireland                            | 3–0      | Albania |
| -------------------------------------- | -------- | ------- |
| Clarke 14' · Wilson 31' · Magilton 44' | Chi tiết |         |

| Latvia | 0–0      | Tây Ban Nha |
| ------ | -------- | ----------- |
|        | Chi tiết |             |

| Litva | 0–0      | Đan Mạch |
| ----- | -------- | -------- |
|       | Chi tiết |          |

| Đan Mạch | 0–0      | Cộng hòa Ireland |
| -------- | -------- | ---------------- |
|          | Chi tiết |                  |

| Bắc Ireland | 0–0      | Tây Ban Nha |
| ----------- | -------- | ----------- |
|             | Chi tiết |             |

| Litva         | 1–1      | Latvia      |
| ------------- | -------- | ----------- |
| Fridrikas 85' | Chi tiết | Linards 44' |

| Albania  | 1–1      | Latvia         |
| -------- | -------- | -------------- |
| Kepa 67' | Chi tiết | Aleksejenko 3' |

| Bắc Ireland | 0–1      | Đan Mạch      |
| ----------- | -------- | ------------- |
|             | Chi tiết | H. Larsen 51' |

| Tây Ban Nha | 0–0      | Cộng hòa Ireland |
| ----------- | -------- | ---------------- |
|             | Chi tiết |                  |

| Tây Ban Nha                                                     | 5–0      | Latvia |
| --------------------------------------------------------------- | -------- | ------ |
| Bakero 49' · Guardiola 51' · Alfonso 80' · Begiristain 82', 83' | Chi tiết |        |

| Albania     | 1–2      | Bắc Ireland                |
| ----------- | -------- | -------------------------- |
| Rraklli 90' | Chi tiết | Donaghy 15' · McDonald 41' |

| Tây Ban Nha                                                                 | 5–0      | Litva |
| --------------------------------------------------------------------------- | -------- | ----- |
| Cristóbal 5' · Bakero 12' · Begiristain 17' · Christiansen 86' · Aldana 90' | Chi tiết |       |

| Đan Mạch    | 1–0      | Tây Ban Nha |
| ----------- | -------- | ----------- |
| Povlsen 20' | Chi tiết |             |

| Cộng hòa Ireland                        | 3–0      | Bắc Ireland |
| --------------------------------------- | -------- | ----------- |
| Townsend 20' · Quinn 22' · Staunton 28' | Chi tiết |             |

| Đan Mạch                  | 2–0      | Latvia |
| ------------------------- | -------- | ------ |
| Vilfort 23' · Strudal 76' | Chi tiết |        |

| Litva                                               | 3–1      | Albania       |
| --------------------------------------------------- | -------- | ------------- |
| Baltušnikas 20' · Sukristovas 25' · Baranauskas 63' | Chi tiết | Demollari 86' |

| Cộng hòa Ireland | 1–1      | Đan Mạch    |
| ---------------- | -------- | ----------- |
| Quinn 75'        | Chi tiết | Vilfort 27' |

| Tây Ban Nha                      | 3–1      | Bắc Ireland |
| -------------------------------- | -------- | ----------- |
| J. Salinas 21', 26' · Hierro 41' | Chi tiết | Wilson 11'  |

| Latvia | 0–0      | Albania |
| ------ | -------- | ------- |
|        | Chi tiết |         |

| Litva | 0–1      | Bắc Ireland |
| ----- | -------- | ----------- |
|       | Chi tiết | Dowie 8'    |

| Albania   | 1–2      | Cộng hòa Ireland             |
| --------- | -------- | ---------------------------- |
| Kushta 8' | Chi tiết | Staunton 12' · Cascarino 77' |

| Đan Mạch                                     | 4–0      | Albania |
| -------------------------------------------- | -------- | ------- |
| J. Jensen 11' · Pingel 20', 40' · Møller 28' | Chi tiết |         |

| Latvia      | 1–2      | Bắc Ireland               |
| ----------- | -------- | ------------------------- |
| Linards 55' | Chi tiết | Magilton 4' · Taggart 15' |

| Litva | 0–2      | Tây Ban Nha       |
| ----- | -------- | ----------------- |
|       | Chi tiết | Guerrero 73', 77' |

| Latvia | 0–2      | Cộng hòa Ireland           |
| ------ | -------- | -------------------------- |
|        | Chi tiết | Aldridge 14' · McGrath 42' |

| Litva | 0–1      | Cộng hòa Ireland |
| ----- | -------- | ---------------- |
|       | Chi tiết | Staunton 38'     |

| Đan Mạch                                                 | 4–0      | Litva |
| -------------------------------------------------------- | -------- | ----- |
| L. Olsen 13' · Pingel 44' · B. Laudrup 64' · Vilfort 71' | Chi tiết |       |

| Albania | 0–1      | Đan Mạch   |
| ------- | -------- | ---------- |
|         | Chi tiết | Pingel 63' |

| Cộng hòa Ireland            | 2–0      | Litva |
| --------------------------- | -------- | ----- |
| Aldridge 4' · Kernaghan 25' | Chi tiết |       |

| Bắc Ireland          | 2–0      | Latvia |
| -------------------- | -------- | ------ |
| Quinn 35' · Gray 80' | Chi tiết |        |

| Albania    | 1–5      | Tây Ban Nha                                       |
| ---------- | -------- | ------------------------------------------------- |
| Kushta 40' | Chi tiết | J. Salinas 4', 30', 58' · Toni 18' · Caminero 67' |

| Đan Mạch       | 1–0      | Bắc Ireland |
| -------------- | -------- | ----------- |
| B. Laudrup 83' | Chi tiết |             |

| Cộng hòa Ireland | 1–3      | Tây Ban Nha                        |
| ---------------- | -------- | ---------------------------------- |
| Sheridan 72'     | Chi tiết | Caminero 11' · J. Salinas 14', 26' |

| Bắc Ireland | 1–1      | Cộng hòa Ireland |
| ----------- | -------- | ---------------- |
| Quinn 74'   | Chi tiết | McLoughlin 78'   |

| Tây Ban Nha | 1–0      | Đan Mạch |
| ----------- | -------- | -------- |
| Hierro 63'  | Chi tiết |          |

## Cầu thủ ghi bàn
7 bàn
| - Julio Salinas |

6 bàn
| - John Aldridge |

4 bàn
| - Frank Pingel |

3 bàn
| - Kim Vilfort - Steve Staunton | - Ainārs Linards - Kevin Wilson | - Txiki Begiristain - Fernando Hierro |

2 bàn
| - Sokol Kushta - Brian Laudrup - Paul McGrath - Niall Quinn | - Robertas Fridrikas - Jim Magilton - Jimmy Quinn - Gerry Taggart | - José Mari Bakero - José Luis Caminero - Julen Guerrero - Míchel |

1 bàn
| - Edmond Abazi - Sulejman Demollari - Ilir Kepa - Altin Rraklli - John Jensen - Henrik Larsen - Peter Møller - Lars Olsen - Flemming Povlsen - Mark Strudal - Tony Cascarino - Alan Kernaghan | - Alan McLoughlin - Kevin Sheedy - John Sheridan - Andy Townsend - Oļegs Aleksejenko - Virginijus Baltušnikas - Stasys Baranauskas - Arminas Narbekovas - Eimantas Poderis - Viačeslavas Sukristovas - Andrėjus Tereškinas - Colin Clarke | - Mal Donaghy - Iain Dowie - Phil Gray - Alan McDonald - Adolfo Aldana - Thomas Christiansen - Pep Guardiola - Cristóbal Parralo - Alfonso Pérez - Toni |